# Fanny Damaschke
Fanny Damaschke (* in Mecklenburg) ist eine ehemalige deutsche Fernsehansagerin und Moderatorin.

## Leben
Damaschke legte 1959 ihr Abitur an der Goethe-Oberschule in Schwerin ab. Anfang der 1960er Jahre sprach sie im Ostseestudio Rostock vor und konnte bereits kurze Zeit später im DFF Sendezentrum in Berlin-Adlershof ihre berufliche Laufbahn beginnen. Bis zum Ende des DDR-Fernsehens im Jahr 1991 dauerte ihre Karriere an. Kein anderer Sprecher des „Ansagekollektivs“ kündigte so häufig wie sie das nachfolgende DDR-Fernsehprogramm an. 
Sie moderierte zudem viele Jahre die wöchentliche Ratgeber-Sendung „Wochenend-Mosaik“ im Vorabendprogramm  sowie die Unterhaltungssendung „Euch zur Freude“. Ihr Markenzeichen war ihre markante, tiefe Stimme. 
Bei der Wahl der beliebtesten Fernsehansager Deutschlands des MDR im Jahr 2007 belegte Damaschke hinter Susanne Schwab, Gregor König und Petra Kusch-Lück den vierten Platz.